# Port lotniczy Memmingen
Port lotniczy Memmingen (niem. Flughafen Memmingen, IATA: FMM, ICAO: EDJA, także Port lotniczy Allgäu lub allgäu airport) – niemiecki regionalny port lotniczy położony w południowo-zachodniej Bawarii, w okolicach miasta Memmingen, w Memmingerberg. Powierzchnia wynosi 145 ha.

## Historia
Port lotniczy wybudowano w 1935 jako obiekt wojskowy, użytkowane było przez II wojnę światową do 1956. Do 2003 stacjonowała tu 34 eskadra bombowa „Allgäu”.
20 lipca 2004 lotnisko otrzymało rangę regionalnego portu pasażerskiego. Ruch pasażerski był możliwy od 5 września 2004, jednak pierwsze (codzienne) loty uruchomiono w 2005 do Hanoweru na Targi Hanowerskie. Z powodu niskiego popytu na połączenie zniesiono je. Następnie do Memmingen miały zamiar wkroczyć linie Dauair z połączeniami do Dortmundu i Rostocku jednakże zrezygnowano z pomysłów. Czartery do Dortmundu odbywające się dwa razy w tygodniu uruchomiła linia Luftfahrtgesellschaft Walter. Po 2 miesiącach i przewiezieniu około 100 pasażerów firma rozwiązała loty.
Pod koniec lipca 2005 władze powiatu Oberallgäu wspomogły finansowo lotnisko w wysokości 480 tys. euro. W marcu 2007 bawarski rząd przyznał portowi lotniczemu 7,5 mln euro subwencji.
Po zainwestowaniu w port chęć wykonywania lotów zadeklarowały linie TUIfly, które wykonywać będą połączenia liniowe (w tym także krajowe) i czarterowe w rejon Morza Śródziemnego.
Próby podejmowania lotów z Memmingen nie obyły się bez protestów głównie z powodu ewentualnych zanieczyszczeń wywoływanych przez samoloty. Sprawa została przebadana przez Bawarski Sąd Administracyjny.

## Linie lotnicze i połączenia
| Linia lotnicza    | Kierunek |
| ----------------- | --- |
| Aegean Airlines   | Sezonowe czartery: 1. Heraklion |
| Avanti Air        | Sezonowe czartery: 1. Calvi |
| Corendon Airlines | 1. Hurghada Sezonowo: 1. Antalya |
| Eurowings         | Sezonowo: 1. Palma de Mallorca |
| Freebird Airlines | Sezonowe czartery: 1. Hurghada |
| Ryanair           | 1. Alicante 2. Banja Luka 3. Dublin 4. Faro 5. Fuerteventura 6. Kraków 7. Londyn-Stansted 8. Malaga 9. Malta 10. Palermo 11. Palma de Mallorca 12. Pafos 13. Porto 14. Ryga 15. Rzym-Fiumicino 16. Sofia 17. Tel Awiw 18. Saloniki 19. Walencja 20. Zagrzeb Sezonowo: 1. Alghero 2. Amman 3. Brindisi 4. Chania 5. Korfu 6. Girona 7. Gran Canaria 8. Lamezia Terme 9. Lanzarote 10. Neapol 11. Pescara 12. Piza 13. Santiago de Compostela 14. Teneryfa-Południe 15. Zadar |
| Trade Air         | Sezonowe czartery: 1. / Prisztina |
| Wizz Air          | 1. Belgrad 2. Bukareszt 3. Katania 4. Kluż-Napoka 5. Kutaisi 6. Jassy 7. Nisz 8. Ochryda 9. Podgorica 10. / Prisztina 11. Rzym-Fiumicino 12. Sybin 13. Skopje 14. Sofia 15. Suczawa 16. Târgu Mureș 17. Timișoara 18. Tirana 19. Tuzla 20. Warna |

## Komunikacja
W najbliższym otoczeniu przebiega autostrada A96 (Monachium – Lindau (Bodensee)) ze zjazdem 14 Memmingen Ost.
W samym Memmingen znajduje się stacja kolejowa i autobusowa oraz węzeł autostradowy.